# Wet Wet Wet
Wet Wet Wet — популярний шотландський вокальний гурт, який виник у 1982 році і три роки згодом підписав контракт зі звукозаписуючою компанією «PolyGram».

## Факти
В числі найбільш відомих їхніх хітів — кавер-версії двох пісень шістдесятих: «With a Little Help from My Friends» (1988) та «Love Is All Around» (1994), яка звучала у фільмі «Чотири весілля і похорон». Будучи виданою на синглі, «Love Is All Around» залишалась на чолі національного хіт-параду Великої Британії протягом 15 тижнів і не побила рекорд Браяна Адамса (16 тижнів на вершині) тільки тому, що члени гурту вимагали вилучити нав'язливий в них в зубах запис з продажу.
Окрім двох кавер-версій, у Wet Wet Wet є і великий хіт власного творіння — різдвяна балада «Goodnight Girl», яка очолювала британські чарти протягом п'яти тижнів у грудні 1991—січні 1992 рр.